# 森唯組
森唯組（もりたぐみ）は、四代目山口組若中。兵庫県加古川市に本拠を置いていた。初代組長は、森田唯友紀。
1983年、三代目山口組・信原組が解散すると、自ら森唯組を結成し、四代目山口組直参となった。
1989年8月、五代目山口組発足に伴い森唯組が山口組から脱退したため、森唯組は解散する。森唯組組員の大部分は山口組傘下となった。
1989年8月、解散した。